# Amt Burg (Spreewald)
Das Amt Burg (Spreewald), niedersorbisch Amt Bórkowy (Błota), mit Sitz in der Gemeinde Burg (Spreewald) führt die Verwaltungsgeschäfte von sechs rechtlich selbstständigen Gemeinden. Es wurde 1992 durch den Zusammenschluss von damals neun Gemeinden gebildet.

## Lage
Das Amt liegt im Nordwesten des Landkreises Spree-Neiße im Land Brandenburg. Es grenzt im Westen an die amtsfreien Städte Lübbenau und Vetschau (Landkreis Oberspreewald-Lausitz), im Norden an das Amt Lieberose/Oberspreewald (Landkreis Dahme-Spreewald), im Osten an die kreisfreie Stadt Cottbus sowie im Nordosten an das Amt Peitz und im Süden an die Gemeinde Kolkwitz des eigenen Landkreises.

## Geschichte

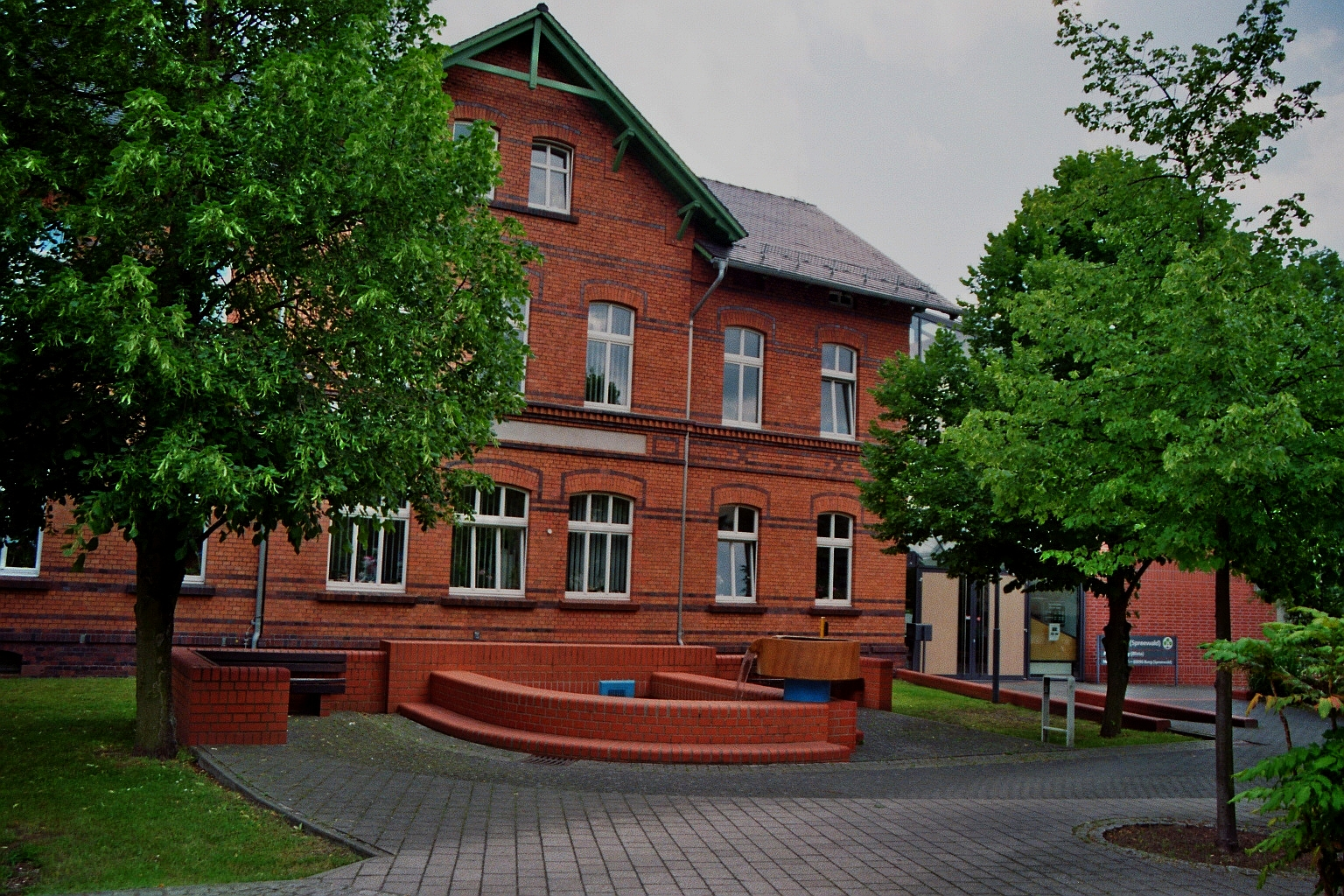
Verwaltungsgebäude in Burg

Das Amt Burg (Spreewald) wurde am 16. Juli 1992 aus den Gemeinden Briesen, Burg (Spreewald), Dissen, Fehrow, Guhrow, Müschen, Schmogrow, Striesow und Werben gebildet. Zunächst waren die Behörden der Amtsverwaltung noch über mehrere Gemeinden verteilt, bevor 1997 die Verwaltung in Burg (Spreewald) konzentriert wurde.
Da gemäß den Leitlinien des Landes Brandenburg Gemeinden mit weniger als 500 Einwohnern nicht mehr selbstständig weiterbestehen dürfen, reduzierte sich die Zahl der Gemeinden nach dem 31. Dezember 2001. Müschen wurde in die Gemeinde Burg (Spreewald) eingegliedert, und Dissen und Striesow sowie Fehrow und Schmogrow schlossen sich jeweils zusammen.

## Gemeinden und Ortsteile
Alle Gemeinden sind zweisprachig (deutsch, niedersorbisch) und führen offizielle Ortsnamen in beiden Sprachen.
- Briesen – Brjazyna
- Burg (Spreewald) – Bórkowy (Błota) – mit dem Ortsteil Müschen – Myšyn
- Dissen-Striesow – Dešno-Strjažow – mit den Ortsteilen Dissen und Striesow
- Guhrow – Góry
- Schmogrow-Fehrow – Smogorjow-Prjawoz – mit den Ortsteilen Schmogrow und Fehrow sowie dem Gemeindeteil Saccasne – Zakaznja
- Werben – Wjerbno – mit den Gemeindeteilen Brahmow – Brama – und Ruben – Rubyn

## Bevölkerungsentwicklung
| Jahr | Einwohner |
| ---- | --------- |
| 1992 | 7.987     |
| 1995 | 8.433     |
| 2000 | 9.957     |
| 2005 | 9.934     |
| 2010 | 9.423     |
| 2015 | 9.141     |

| Jahr | Einwohner |
| ---- | --------- |
| 2020 | 9.059     |
| 2021 | 9.045     |
| 2022 | 8.966     |
| 2023 | 9.000     |
| 2024 | 8.952     |

Gebietsstand des jeweiligen Jahres, Einwohnerzahl: Stand 31. Dezember, von 2011 bis 2021 auf Basis des Zensus 2011, ab 2022 auf Basis des Zensus 2022

## Amtsdirektoren
- 1992–2000: Heinz Frackmann
- 2000–2006: Hans-Joachim Gahler
- 2007–2013: Ulrich Noack
- 2014–2018: Petra Krautz[7]
- seit 2018: Tobias Hentschel

Im April 2018 stimmte der Amtsausschuss mit Zweidrittelmehrheit für die Abwahl von Petra Krautz.
Hentschel wurde am 17. Dezember 2018 durch den Amtsausschuss für acht Jahre zum Amtsdirektor gewählt.